# Leucoloma garnieri
Leucoloma garnieri là một loài rêu trong họ Dicranaceae. Loài này được Paris & Renauld mô tả khoa học đầu tiên năm 1905.